# Memorial de la Shoah
El Memorial de la Shoah o Museu i Centre de Documentació Jueva Contemporània és un museu de París que té tres aspectes ben diferenciats sense els quals no s'entendria la importància d'aquest centre. El Memorial de la Shoah està obert al públic des del 2005, però la seva història es remunta a alguns anys abans, ja que s'assenta sobre el Memorial del màrtir jueu desconegut creat el 1956. Són espais de memòria i de record la cripta situada al soterrani de l'edifici, amb una clara identificació religiosa jueva sobre l'estrella de David i amb una flama permanent on es van dipositar cendres provinents dels diferents camps d'extermini nazis; el cilindre de l'entrada amb els noms dels camps d'extermini; el mur dels justos, situat a l'exterior de l'edifici en record de les persones que van salvar jueus de l'extermini; i el mur dels noms, a l'entrada de l'edifici, que recull els 76.000 noms de deportats francesos.

## Descripció
El museu està compost per una exposició permanent que arrenca amb la vida dels jueus a Europa abans de la Segona Guerra Mundial i les persecucions que han patit històricament des de l'Edat Mitjana. Tot seguit, es parla de la història particular dels jueus francesos i els recorreguts relacionats amb l'extermini dels jueus en aquest país, recorrent també la història de França al llarg de la Segona Guerra Mundial; un espai a part i molt particular és el Memorial dels Infants, un cubicle il·luminat on tots els racons de les parets són plens de les fotografies dels 3.000 infants jueus deportats que han estat recollides.
D'altra banda, tota la programació temporal del museu està relacionada amb la Shoah, i el centre ha fet produccions pròpies de gran nivell. A més de les pròpies instal·lacions auxiliars del museu (llibreria, cafeteria...), el Memorial de la Shoah disposa d'un auditori que acull activitats gairebé diàries. Per acabar val molt la pena destacar la gran importància del centre de documentació, el més gran d'Europa sobre la història de la Shoah, amb espais per a la investigació i amb una important política d'adquisició de nous fons.

## Context
Si bé anomenem Holocaust l'extermini contra races diferents a l'ària, dissidents polítics i religiosos a Europa, homosexuals, etcètera, el poble jueu anomena l'extermini cap al seu propi col·lectiu amb el nom de Shoah (per exemple, els gitanos anomenen “porrajmos” el seu propi extermini). Shoah és el terme hebreu que significa “catàstrofe” i que ha pres el significat de genocidi contra el poble jueu durant la Segona Guerra Mundial. Aproximadament tres quartes parts de la població jueva dels països ocupats pels nazis durant la Segona Guerra Mundial fou assassinada (sobretot en els camps d'extermini), i el nombre total de morts s'acosta als sis milions.
Aquesta barbàrie, que entre altres coses va suposar la pràctica desaparició de les formes de vida jueves a Europa, té unes arrels i unes conseqüències molt profundes. D'una banda, l'odi als jueus ja és present des de l'Edat Mitjana a Europa (per exemple, els Reis Catòlics van ordenar-ne l'expulsió d'Espanya el 1492); i a partir del segle xix, amb el creixement del nacionalisme i del racisme, aquest odi se situa en un nou esglaó: l'antisemitisme. Els jueus d'Europa eren un grup molt heterogeni que va ser estereotipat i associat a les calamitats de la crisi econòmica de postguerra (1929). L'arribada al poder del Partit Nazi (NSDAP) en les eleccions alemanyes de 1933 inicia les polítiques racials i de persecució contra els jueus.
L'inici de la Segona Guerra Mundial amb l'ocupació de Polònia (1 de setembre de 1939) estén aquestes polítiques en els territoris ocupats pels nazis i la Conferència de Wannsee (20 de gener de 1942) planifica les formes d'extermini en massa dels jueus i altres. Les conseqüències de la Shoah i de l'Holocaust en general han estat moltes: canvis en el pensament polític, els moviments artístics, en la justícia a escala internacional, en les relacions entre països, en el pensament filosòfic... Des del descobriment per part de l'opinió pública internacional dels camps de l'horror, la humanitat no es veu d'igual manera a si mateixa.